# Manowo
Manowo is een plaats in het Poolse district  Koszaliński, woiwodschap West-Pommeren. De plaats maakt deel uit van de gemeente Manowo en telt 760 inwoners.